# Bobo Karlsson
Bo Sigvard Karlsson, känd som Bobo Karlsson, född 30 december 1946 i Karlstads församling i Värmlands län, död 7 mars 2017 i Stockholms domkyrkodistrikt, var en svensk journalist och författare. Han skapade magasinet City och var journalist på Dagens Nyheter, Svenska Dagbladet och Göteborgs-Posten.
Han har skrivit böckerna New York, New York: En guide till 80-talets metropolis (1981) och Drömmen om Kalifornien: Los Angeles, San Francisco & Las Vegas (1984). Han har även skrivit böckerna Urban Safari: 12 Storstäder och Urban Safari 2: 12 nya storstäder.